# ترافيك (فريق روك)

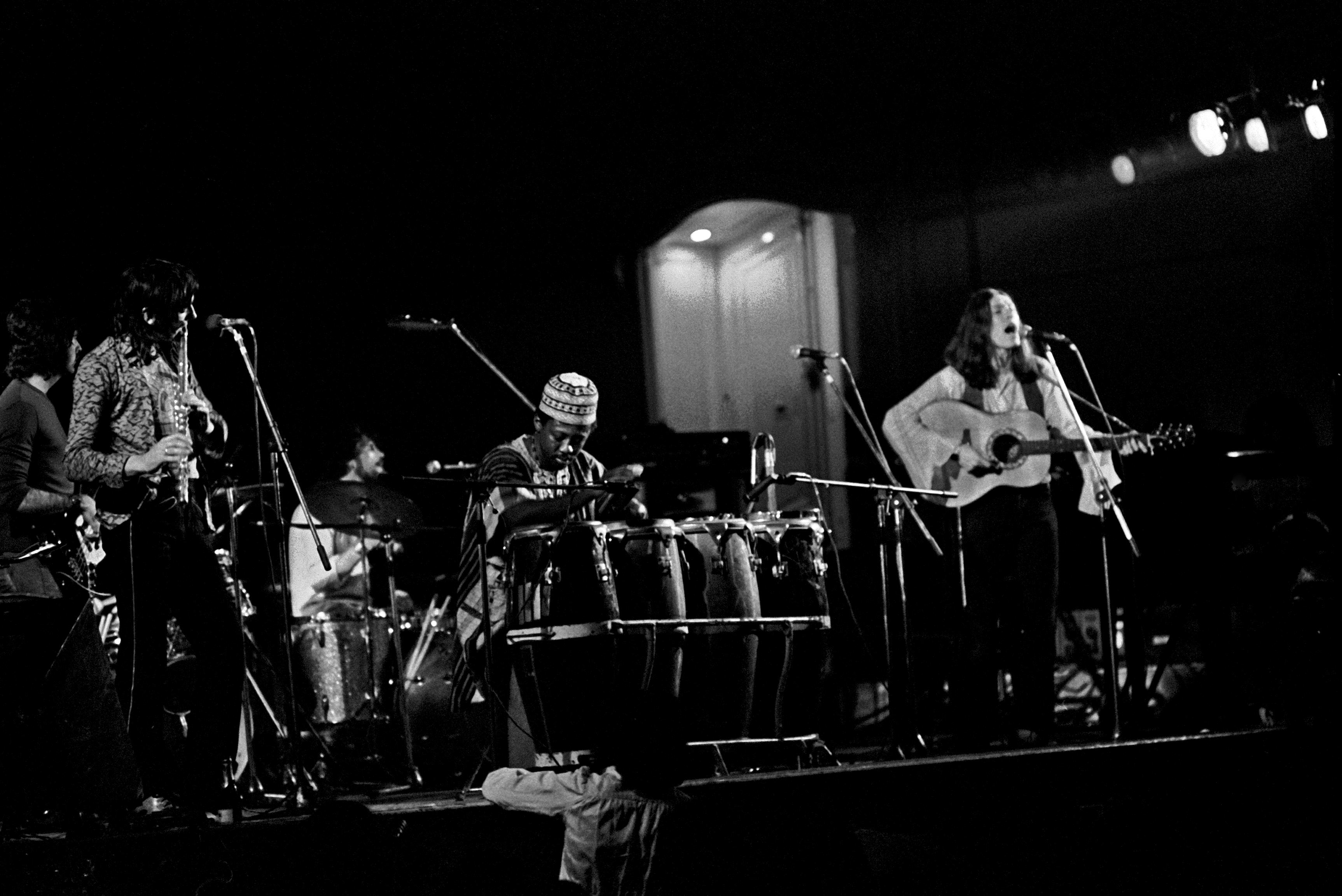
ترافيك (1973)

ترافيك (بالإنجليزية: Traffic) فريق لموسيقى الروك الإنجليزية، تشكل في برمنغهام، في أبريل 1967 من ستيف وينوود، وجيم كابالدي، وكريس وود، وديف ماسون. بدأوا كفريق سيكاديلك روك psychedelic rock، وقاموا بتنويع أصواتهم من خلال استخدام أدوات مثل لوحات المفاتيح (كيبورد)، والميلترون، والسيتار، والهاربسي كورد، وآلات النفخ المختلفة، ودمج موسيقى الجاز والتقنيات الارتجالية في موسيقاهم.
سنوات النشاط: (1967 - 1969) (1970 - 1974) – 1994 – 2004.

## الأعضاء المؤسسين
ستيف وينوود: غناء - جيتار - لوحات مفاتيح - باس (1967-1969، 1970-1974، 1994)
جيم كابالدي: طبول - إيقاع - غناء (1967-1969، 1970-1974، 1994) (توفي 2005)
كريس وود: فلوت - ساكسفون - لوحات مفاتيح (1967-1969، 1970-1974) (توفي عام 1983)
ديف ميسون: غناء - جيتار - سيتار - باس (1967 ، 1968 ، 1971)

## أبرز أغانيهم
(حسب موقع ألتيمت كلاسك روك)
(1) الشرارة المنخفضة للأولاد ذوي الكعب العالي (1971) The Low Spark of High Heeled Boys 
(2) عزيزي السيد فانتسي (1967) Dear Mr. Fantasy 
(3) سائق الحرية (1970) Freedom Rider 
(4) أشعر بخير (1968) Feelin' Alright 
(5) حساء الروك أند رول (1971) Rock & Roll Stew 
(6) جون بارليكورن (1970) John Barleycorn 
(7) الخلطة اللزجة الطبية (1969) Medicated Goo 
(8) 40000 رئيس (1968) 40,000 Headmen 
(9) يمكنك الانضمام إلينا جميعًا (1968) You Can All Join In 
(10) ورقة الشمس (1967) Paper Sun 

## وصلات خارجية
https://www.imdb.com/name/nm0870605/ ترافيك (فريق روك)
https://www.discogs.com/artist/64748-Traffic ترافيك (فريق روك)
https://www.youtube.com/watch?v=tFkwvwe79j8 ترافيك (فريق روك)
https://www.youtube.com/watch?v=egTjxcbsng0 ترافيك (فريق روك)
https://www.youtube.com/watch?v=0N2xBXDJsgU ترافيك (فريق روك)
https://www.allmusic.com/artist/traffic-mn0000012472/biography ترافيك (فريق روك)
https://web.archive.org/web/20080319095312/http://www.brumbeat.net/traffic.htm ترافيك (فريق روك)
https://www.prescriptionmusicpruk.com/press-releases/2011/1/7/traffic-to-re-release-john-barleycorn-must-die.html ترافيك (فريق روك)